# Amodiaquine
Amodiaquine (ADQ) là một loại thuốc được sử dụng để điều trị bệnh sốt rét, bao gồm cả sốt rét gây ra bởi Plasmodium falciparum khi không biến chứng. Các tổ chức khuyến cáo: nên sử dụng thuốc này kết hợp với artesunate để giảm nguy cơ kháng thuốc. Thuốc có thể có các tác dụng phụ nghiêm trọng nhưng hiếm gặp, do vậy, chúng thường không được khuyến cáo để ngăn ngừa bệnh sốt rét.
Các tác dụng phụ của amodiaquine nói chung là chỉ từ nhỏ đến trung bình và tương tự như của chloroquine. Hiếm khi các vấn đề nghiêm trọng về gan hoặc giảm mật độ tế bào máu có thể xảy ra. Nếu sử dụng thuốc khi đang nhức đầu quá mức, khó khăn về thị giác, co giật và ngừng tim có thể xảy ra. Mặc dù không được nghiên cứu rộng rãi kể từ năm 2007, thuốc có vẻ an toàn trong thai kỳ. Amodiaquine là hợp chất 4-aminoquinoline liên quan đến chloroquine.
Amodiaquine lần đầu tiên được sử dụng y tế vào năm 1948. Nó nằm trong danh sách các thuốc thiết yếu của Tổ chức Y tế Thế giới, tức là nhóm các loại thuốc hiệu quả và an toàn nhất cần thiết trong một hệ thống y tế. Chi phí bán buôn là khoảng 0,01 USD cho mỗi liều tính đến năm 2014. Mặc dù không có ở Hoa Kỳ, thuốc này lại phổ biến rộng rãi ở châu Phi.